# Legoland Deutschland

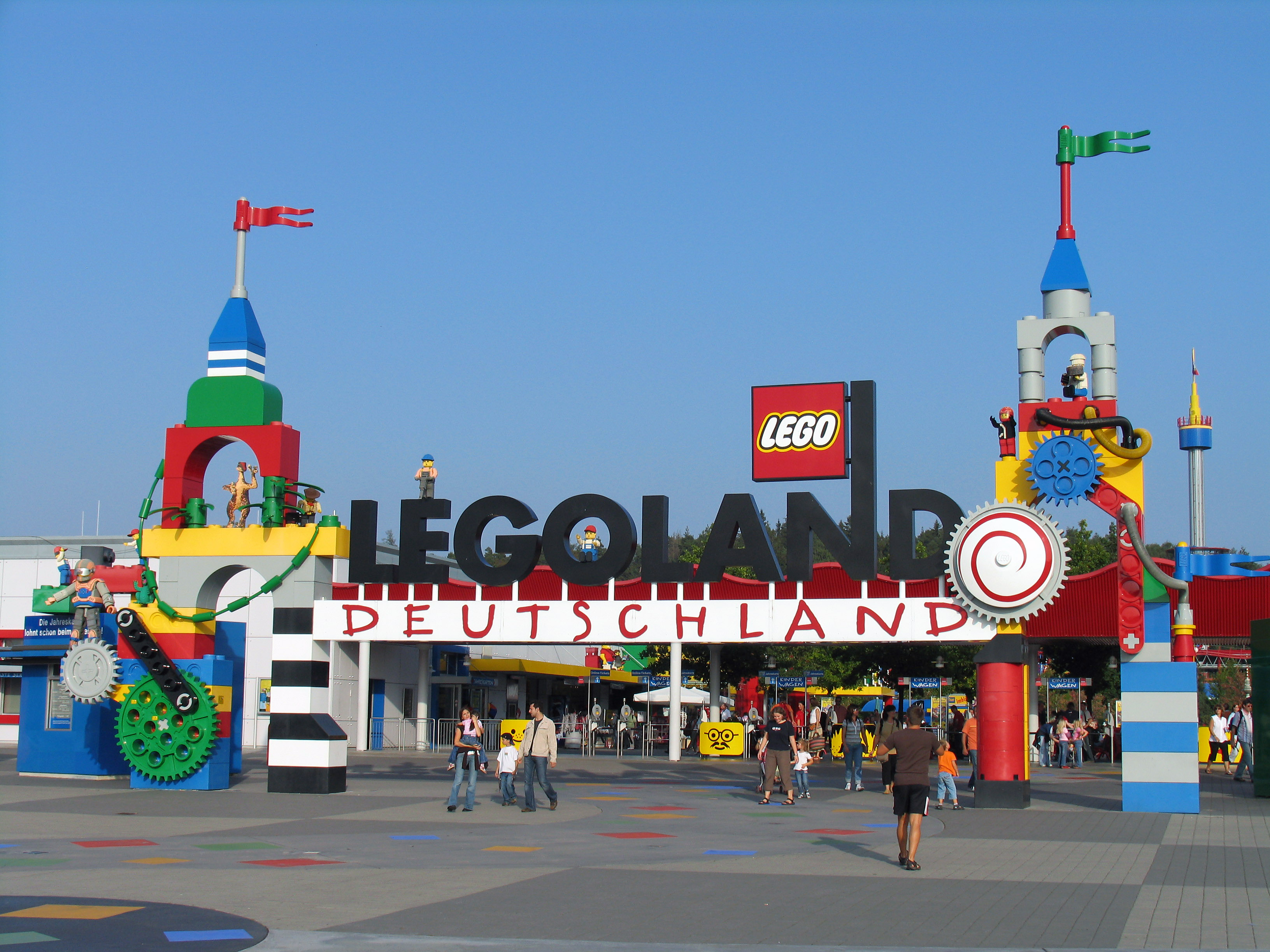
Legoland Deutschland

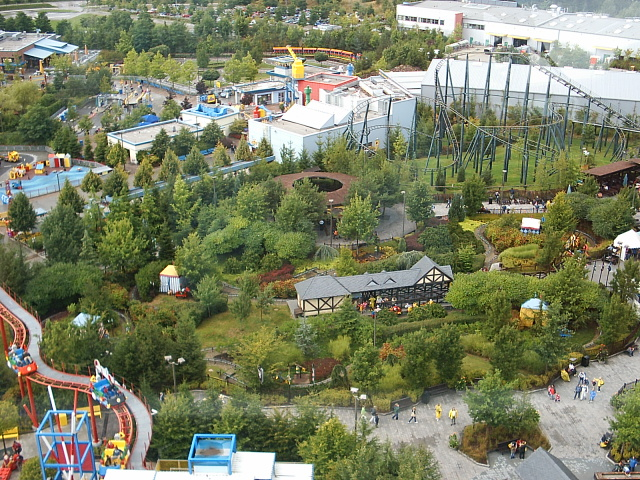
Pohled z rozhledny na atrakce německého Legolandu

Německý Legoland byl otevřen v roce 2002 poblíž Mnichova u městečka Günzburg. Nese oficiální název LEGOLAND DEUTSCHLAND a zabírá plochu 130 000 m2
Celý park je určen zejména dětem, respektive rodinám s dětmi a kromě miniaturního legoměstečka se zde nalézají i zábavní pouťové atrakce, které jsou většinou laděny do lego stylu. Tedy například horská dráha v lego hradu, lego autíčka, vodní a podmořský svět či vyhlídková věž. Park pořádá často tematické dny k jednotlivým lego sériím – např. k Hvězdným válkám, NinjaGO. Dominantou parku je miniaturní lego městečko Lego Miniland. Zde se nachází miniatury známých budov či měst – například mnichovské letiště, berlínský parlament, hamburský přístav a největší[zdroj?] stavbu z kostek Lega – Allianz Arénu u Mnichova.
Uvnitř zábavního parku se nachází několik prodejen Lega. Náleží k němu také kemp a hotelový areál vybavený ve stylu Lego. 
V Německu existuje ještě druhý Lego projekt: Legoland Discovery Centre, který je umístěn v Berlíně.